# Henry Somerset, 12.º Duque de Beaufort
Henry John FitzRoy Somerset (22 de maio de 1952), também conhecido como Harry Beaufort ou Bunter Beaufort, é um fazendeiro, topógrafo e atual Duque de Beaufort.
Bunter foi casado com a ambientalista e ex-atriz Tracy Louise Ward (uma irmã de Rachel Ward e neta de William Humble Eric Ward , 3.º Conde de Dudley) de 1987 a 2018. Atualmente ele é casado com Georgia Powell. Ele tem três filhos do primeiro casamento:
- Robert Somerset, Conde de Glamorgan (n. 20 de janeiro de 1989 - também conhecido como Bobby Worcester)
- Isabella Elsa Somerset (n. 1991 - também conhecida como Bella Worcester)
- Alexander Somerset (n. 3 de setembro de 1995 - também conhecido como Xan Worcester)